# Léo Margarit
Léo Margarit (ur. 1 listopada 1981) – francuski perkusista mieszkający obecnie w Szwecji. Jest perkusistą zespołu Pain of Salvation.

## Życiorys
Léo urodził się w 1981 roku w południowej Francji. Żyjąc w muzykalnej rodzinie rozpoczął grę na perkusji w wieku 5 lat, a rok później dostał się do lokalnej szkoły muzycznej. W wieku 14 lat przeprowadził się do Montpellier, aby studiować w konserwatorium gdzie uzyskał dyplom w dziedzinach klasycznych instrumentów perkusyjnych, kształceniu słuchu i muzyki kameralnej. W międzyczasie grał w Montpellier National Philharmonic Orchestra koncertując często po Francji i Europie. Potem dołączył do francuskiej grupy wykonującej ekstremalny metal Zubrowska, z którą grał na europejskich festiwalach w 2007 roku. Léo Margarit dostał się do Pain of Salvation pod koniec 2007 roku. Obecnie mieszka w Eskilstuna (Szwecja) i pracuje nad kolejnym albumem.

## Sprzęt
Sonor Designer maple light 20/8/10/12/13/15/16

Sonor Designer maple light snaredrum 14X4

Sonor Signature steel snaredrum 14X8

Tama Iron Cobra stopa i siedzenie

Zildjian cymbals: A Custom 6, K/Z 13, A Custom 15, Avedis Medium Ride 22

Sabian cymbals: Max Stax 10, HH Thin Crash 16, AAX Chinese 16

Wincent 5B RoundTip

## Dyskografia
- 2000 : Jean-Pierre Llabador – El Bobo
- 2002 : L-batt et Amikisun – Ewaka
- 2003 : Bernard Margarit – Notes de Voyages
- 2004 : Christophe Roncalli – XY
- 2005 : Guitariste.com – CD Concept
- 2007 : Zubrowska – 61
- 2008 : Tania Margarit – Elea
- 2008 : Christophe Roncalli – Je vous laisse le reste
- 2008 : Wardanz – Wardanz